# タニウツギ
タニウツギ（谷卯木・谷空木、学名: Weigela hortensis）はスイカズラ科タニウツギ属の落葉低木。別名ベニウツギともよばれ、地方名でダニバナ、田植えの時期に花が咲くのでタウエバナ（田植え花）とも呼ばれる。和名のとおり山地の谷沿いの沢に近いところに生える。梅雨の時期に山道を通ると新緑の中で咲くピンクの花はひときわ映えて見えるので見つけやすい。ウツギは漢字で卯木あるいは空木と書くが、卯木は卯月（陰暦4月、陽暦5月）に咲くからといわれ、空木は小枝が中空なのでその名がついたものである。

## 分布と生育環境
日本特産。北海道の西部、本州の東北地方、北陸地方、山陰地方に分布し、主に日本海型気候の多雪地で、日当たりのよい山地の谷沿いや斜面に多く見られる。北海道では積丹半島あたりから出てくるが、東北地方でも日本海側に沿って多く見られる多雪型の灌木である。関東地方はニシキウツギが多いが、信越県境付近から日本海側でタニウツギが多い。
雪崩が多発する急傾斜地ではブナ林などの高木林は成立しにく、本種などのしなやかな低木類の群落となることが多い。群生すると、山一面が紅色の花で染まる。

## 特徴
落葉広葉樹。低木で樹高は2 - 5メートル (m) になる。樹皮は灰褐色で縦に裂け剥がれる。新しい枝は赤みを帯び、無毛か2毛条があり、やがて枝先は枯れることが多い。
葉は長さ3 - 10ミリメートル (mm) の葉柄をもって対生し、葉身は長さ5 - 12センチメートル (cm) 、幅2 - 6 cmになり、徒長枝につく葉はさらに大きくなる。形は卵形、卵形楕円形から長楕円形または倒卵形、先端は鋭先頭で尾状となり、基部は円形またはくさび形で、縁には細かい鋸歯がある。裏面には白い毛が密生する。
花期は5 - 7月。今年枝の先端か葉腋に散房花序を出して、2 - 3個ずつ薄い紅色の花をつける。5裂する萼裂片は長さ4 - 7 mm。花冠は淡紅色の漏斗状で、長さ2.5 - 3.5 cm、径2 cmになり、先端は放射相称に5裂する。花冠の内側より外側が色が濃く、開花しているものより蕾のほうが濃い。雄蕊は5本、雌蕊は1本あり、花柱は雄蕊より長い。
果期は10 - 11月。果実は蒴果で、長さ1.2 - 1.8 cm、径2.5 - 3 mmの細い円柱状で、種子は細かくて長さ1 mmの楕円形になり多数出る。冬で果実はよく残っている。
冬芽は対生し、褐色の卵形で、多数の芽鱗に覆われる。冬芽のわきにつく葉痕は、三角形や三日月形で維管束痕は3個あり、葉痕の両側から稜が出る。
- 青森県八甲田
- 福島県会津地方

## 利用等
花色が美しいため、古くから公園や庭園などに鑑賞目的で植栽されることも多い。また、若芽はヨモギの代わりに餅などに入れて食べる。
タウエバナなどの農作の目安にされる異名がある一方、材木を葬儀の際に骨を拾う箸に利用したことや、花が燃えるように美しく、花の時季には辺り一面が山火事になったように見えることからかカジバナ（火事花）、シビトバナ（死人花）、ソウシキバナ（葬式花）などの異名があり、忌み嫌われている地方もある。

## 下位分類
まれに、白花品種のシロバナウツギがある。

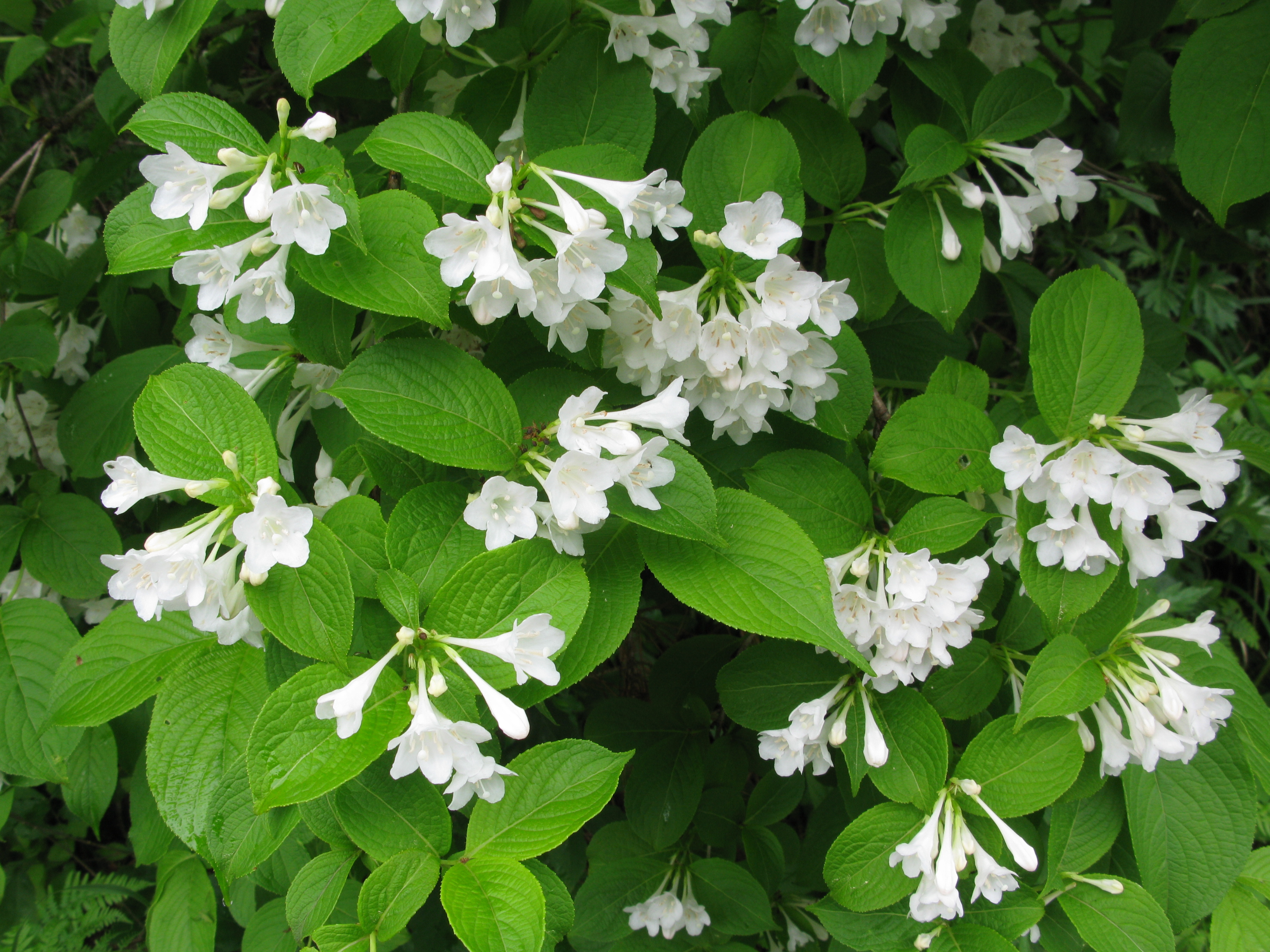
シロバナウツギ

- シロバナウツギ Weigela hortensis (Siebold et Zucc.) K.Koch f. albiflora (Siebold et Zucc.) Rehder